# Erik Mongrain

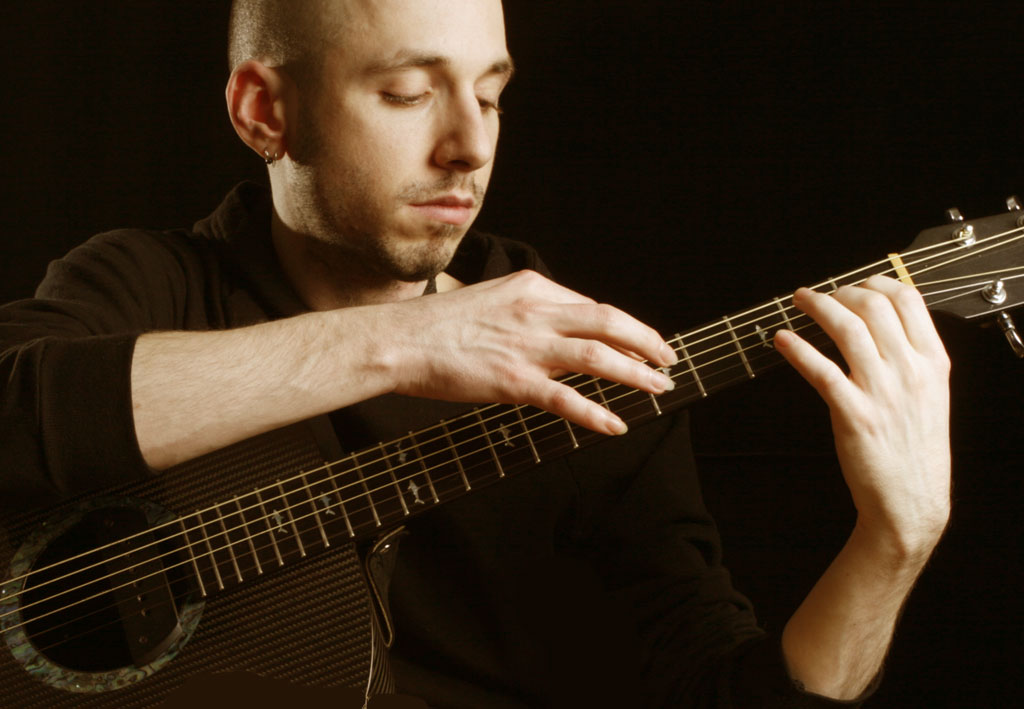
Erik Mongrain (2007)

Erik Mongrain (* 12. April 1980 in Montréal, Québec, Kanada) ist ein kanadischer Gitarrist und Komponist, der sich durch seinen besonderen Stil, dem beidhändigen Tapping auf der Akustikgitarre, auszeichnet.

## Leben
Mongrain war ein sportbegeisterter Jugendlicher, als er im Alter von 14 Jahren eine klassische Gitarre erhielt. Die Gitarre faszinierte ihn und er lernte als Autodidakt seine Lieblingslieder nach Gehör zu spielen. Eine Zeit lang spielte er E-Gitarre, wandte sein Interesse schließlich jedoch der Akustikgitarre zu.
Neben dem Spielen brachte er sich das Notenlesen bei und begann, eigene Stücke zu komponieren. Inspiriert wurde er etwa von Metallica, Jimi Hendrix und Kurt Cobain, aber auch von Johann Sebastian Bach, dessen Gitarrenstücke er auswendig kannte. Im Alter von 18 Jahren entdeckte er den Gitarrenvirtuosen Don Ross für sich: „Das war eine neue Offenbarung für mich. Ich habe endlich meine Richtung gefunden.“ Später wurde er stark von der Musik von Michael Hedges beeinflusst.
Zu dieser Zeit begann Mongrain mit dem „lap tapping“, der Weiterentwicklung der von Stanley Jordan entwickelten Tapping-Technik. Die Gitarre liegt ähnlich wie bei der Hawaii-Gitarre auf dem Schoß, so dass beide Hände Töne erzeugen zu können. Hierbei erzeugt der Gitarrist sowohl Töne auf dem Griffbrett durch verschieden hartes Aufsetzen der Finger beider Hände zwischen den Bünden des Griffbretts (Tapping) als auch perkussive Klänge durch Klopfen auf Saiten und Korpus der Gitarre.

## Wirken
Mongrain begann als Straßenmusiker und spielte in U-Bahn-Stationen, später gab er eigene Konzerte und trat im Fernsehen auf, ohne dabei seine Wurzeln zu vergessen. Das Guild Magazine stellte seine Musik in einer Ausgabe vor, die sein Bild auf dem Cover zeigte. Auch Le Journal de Montréal und das Journal Espagnol Granada berichteten über ihn. 
Mongrains Musik wird als Hintergrundmusik eines Dokumentarfilms über das „Everest Peace Projekt“" verwendet (produziert von Lance Trumbull). Mongrain war für die Premiere des „World Music Heritage“ (Welt-Musikerbe) eingeladen, welches im Mai 2007 im National Japanese Network ausgestrahlt wurde. Das Filmmaterial wurde in Montreals Straßen und in der Saint Josephs Chapel gedreht, die für ihre Akustik bekannt ist. 2008 nahm die iVideoTune Company vier Videos auf, unter anderem seine Komposition Equilibrium.
Im Dezember 2006 stellte Erik sein erstes Album mit dem Titel Fates auf seiner Website bereit. Die CD ist im Juni 2007 erschienen (in Japan im Mai 2007). 2008 erschien seine zweite CD Equilibrium. Erik Mongrain gibt Konzerte in den USA, Kanada und Europa und ist viel in seiner Heimatprovinz Québec unterwegs. 

## Diskografie
- Les pourris de talent (Kompilation, 2005)
- Un paradis quelque part (musik, 2005)
- Fates (2007)
- Equilibrium (2008)
- Forward (2012)